# Roularta Media Group
Roularta Media Group (RMG) is een Belgisch uitgeverijconcern en mediabedrijf met hoofdzetel in Roeselare. Het werd in 1954 opgericht door advocaat Willy De Nolf. Na zijn overlijden in 1981 hebben zijn zoon Rik De Nolf en schoonzoon Leo Claeys 25 jaar lang samen de groep geleid als gedelegeerd bestuurder. De groep is beursgenoteerd sinds 1998. In 2015 werd Rik De Nolf als ceo opgevolgd door zijn schoonzoon Xavier Bouckaert.
RMG is actief in België en Nederland en is uitgegroeid tot een bedrijf met meer dan 1.200 fte medewerkers en een totale gecombineerde omzet van 323,5 miljoen euro.
De redacties van de wekelijkse en maandelijkse magazines, de nationale reclame-regie en het marketingteam zijn in 2021 samengebracht in het Brussels Media Centre in Haren (1130 Brussel). De hoofdzetel, het callcenter en de drukkerij Roularta Printing zijn gevestigd in Roeselare, omringd door een groene gordel met o.a. het Roularta-bos, een "urban forest".

## Geschiedenis
Het uitgeversconcern kende sinds de oprichting in 1954 een explosieve groei. Bij het prille begin werd gestart met de uitgave van de Roeselaarse Weekbode die na de overname van De Mandelbode, De Oude Thouroutenaar, Het Iepers Nieuws, De Torhoutse Bode, De Zondag, De Zeewacht, Het Nieuwsblad van de Kust, Het Brugs Handelsblad, Het Kortrijks Handelsblad en Het Wekelijks Nieuws is uitgegroeid tot KW De Krant van West-Vlaanderen, een hybride krant met dagelijkse berichtgeving via het internet (kw.be) en met op vrijdagmorgen een pakket bestaande uit twee delen in print: een provinciekrant KW De Krant van West-Vlaanderen en voor elke streek een traditionele titel vol streeknieuws. De gemiddelde betaalde oplage is 60.000 abonnees en losse verkoop en digitale abonnees inbegrepen.
Van bij de start in 1954 werden ook gratis huis-aan-huis-bladen uitgegeven,eerst in elke regio van West-Vlaanderenom de betaalde krant te steunen, dat initiatief werd doorgetrokken naar de rest van Vlaanderen: De Streekkrant (voorheen Advertentie, Groep E3) had ooit 48 regionale edities en een oplage van 3 miljoen exemplaren. De streekkrant groeide begin jaren 70 tot één nationale titel en werd later 'De Zondag'.
Deze gratis krant op zondag werd gelanceerd in 1999, eerst in de Kempen en later over heel Vlaanderen. De Zondag heeft als enige en exclusieve krant op zondag een verspreiding van meer dan 500.000 exemplaren via een netwerk van duizenden bakkerijen en andere winkels open op zondag. De krant wordt gelezen door 1,5 miljoen lezers. Vanaf 2022 heeft De Zondag elke maand een lifestylemagazine als bijlage: DZ-magazine. 
Vanaf 1971 begon Roularta met het uitgeven van tijdschriften met in de eerste plaats de wekelijkse newsmagazines Knack, Trends volgde in 1987 en Sport/Voetbalmagazine volgde in 1980.
In 1998 lanceerde Roularta in JV met de Franse groep Bayard het magazine voor senioren Plus Magazine, eerst in België en later in Nederland en Duitsland. In 2020 verkoopt Roularta zijn 50% belang in de magazines voor jongeren aan Bayard.
Via overnames en fusies werd Roularta marktleider op het vlak van de medische media met De Artsenkrant, De Apotheker enz. en op het vlak van BtoB-bladen zoals Datanews en Grafisch Nieuws.
In 2018 kocht Roularta in België van Sanoma de vrouwentitels Libelle, Femmes d'Aujourd'hui, Flair, Feeling & Gael, La Maison Victor. Met inbegrip van bijhorende websites, line extensions en sociale mediakanalen.
Begin de jaren negentig was Roularta een van de oprichters van commerciële televisie en radiozenders die de openbare omroep beconcurreren of aanvullen. RMG was vanaf 1998 tot in 2018 voor 50% eigenaar van Medialaan (VTM, Q2, JIM, Q-music & JOEfm) samen met De Persgroep die in 2017 zijn participatie overnam.
Roularta lanceerde de meeste Vlaamse regionale tv-zenders en is nog altijd betrokken bij Ring Tv (Vlaamse Brabant).
Roularta is ook oprichter en exploitant van de business tv-zenders Kanaal Z (Nederlandstalig) en Canal Z (Franstalig). Het initiatief was aanvankelijk een JV (met de Tijd) maar na enige tijd
werd Roularta 100% verantwoordelijk voor de exploitatie.
Roularta verwierf in 2018 50% van Mediafin, de uitgever van de financieel-economische dagbladen De Tijd en L'Echo, in JV met de Brusselse groep Rossel.
"Trends Business Information" is gegroeid uit de eigen databank van de Trends Top en de overnames van EuroDB en Coface België Business Information en verschaft data omtrent alle ondernemingen uit binnen- en buitenland.
In Nederland is Roularta Media Nederland uitgegroeid tot de op één na grootste uitgever van magazines door een reeks overnames. In 2017 Landleven (van Relx), in 2022 de weekbladen EW (het vroegere Elsevier) en Beleggersbelangen en een hele reeks maandbladen. Lifestylemagazines zoals Delicious, Seasons, Columbus Travel, Knipmode en Zin. Verder bladen rond mobiliteit en sport : Fiets, Fietsactief en Procycling, Formule 1, Truckstar, Motot 73, Motor NL en Promotor (50%). En verder Kijk (wetenschap en technologie), Kijk Geschiedenis en Vorsten. In 2023 de toonaangevende magazines in het mindfulness-segment : Happinez, Yoga by Happinez, Psychologie Magazine en Flow. En het sportmagazine Helden. 
Roularta heeft zijn Franse en Duitse activiteiten verkocht om zich te focussen op België en Nederland. In Duitsland werden Plus Magazine, Frau im Leben en G/Geschichte in 2024 overgelaten. In Frankrijk had Roularta een hele geschiedenis achter de rug. In de jaren 80 met gratisbladen (Groupe Edinord) en eind jaren 90 met citymagazines (Steps, A Nous Paris enz.) over heel Frankrijk. Vanaf 2000 volgde een hele reeks overnames : maandbladen over muziek (Classica, Pianiste enz.), film (Studio), boeken (Lire), lifestyle (Côté Sud, Côté Est, Côté Ouest, Côté Paris, Maison Française, Maison Magazine enz.) en het weekblad Point de Vue. Door de overname van de groep L'Express werd het Belgische Le Vif weer 100% Roularta. Samen met L'Express volgden L'Expansion, L'Entreprise; Mieux vivre Votre argent en L'Etudiant. In 2015 verkocht Roularta al zijn Franse activiteiten aan de groep Altice.
Roularta Printing is de grootste drukkerij van het land en produceert bijna alle Belgische weekbladen, newsmagazines, tv-magazines, damesbladen en krantenbijlagen. De capaciteit wordt voor 50% benut voor de eigen publicaties, kranten en tijdschriften van Roularta Media Group en voor 50% voor de andere Belgische uitgevers en hoofdzakelijk buitenlandse orders: wekelijkse en maandelijkse magazines (zoals The Economist en Bloomberg Business Week voor Europa), catalogi en commerciële opdrachten.

## Perstitels
De tijdschriften, weekbladen en maandbladen van Roularta worden in België altijd in het Nederlands en in het Frans uitgegeven, met uitzondering van De Zondag en KW Krant van West-Vlaanderen en het Franstalige tv-magazine Télépro.
- Knack (met Weekend Knack en Focus Knack) / Le Vif/L'Express (met Weekend Vif en Focus Vif)
- Trends / Trends Tendances
- Datanews
- De Tijd / L'Echo
- De Zondag
- KW Krant van West-Vlaanderen
- Libelle / Femmes d'Aujourd'hui
- Libelle Nest N/F
- Libelle Lekker / Libelle Délices
- Libelle Mama
- Flair N / Flair F
- Feeling / Gaël
- Plus Magazine
- Télépro
- Fiscoloog / Fiscologue
- Balans / Bilan
- Tijdschrift voor Rechtspersoon en Vennootschap

- International Standard Name Identifier: 0000 0003 9872 8405
- MusicBrainz: f09696ca-eb58-4442-a3fa-f208113830dd
- Virtual International Authority File: 306428026